# Watertown (Tennessee)
Watertown es una ciudad ubicada en el condado de Wilson en el estado estadounidense de Tennessee. En el Censo de 2010 tenía una población de 1.477 habitantes y una densidad poblacional de 434,99 personas por km².

## Geografía
Watertown se encuentra ubicada en las coordenadas 36°6′4″N 86°8′25″O / 36.10111, -86.14028. Según la Oficina del Censo de los Estados Unidos, Watertown tiene una superficie total de 3.4 km², de la cual 3.4 km² corresponden a tierra firme y (0%) 0 km² es agua.

## Demografía
Según el censo de 2010, había 1.477 personas residiendo en Watertown. La densidad de población era de 434,99 hab./km². De los 1.477 habitantes, Watertown estaba compuesto por el 91.13% blancos, el 5.69% eran afroamericanos, el 0.34% eran amerindios, el 0.07% eran asiáticos, el 0% eran isleños del Pacífico, el 0.88% eran de otras razas y el 1.9% pertenecían a dos o más razas. Del total de la población el 2.91% eran hispanos o latinos de cualquier raza.